# Scheuern (Rohr in Niederbayern)
Scheuern ist ein Ortsteil des Marktes Rohr in Niederbayern im niederbayerischen Landkreis Kelheim. 

## Lage
Der Weiler liegt nordwestlich des Kernortes Rohr in Niederbayern an der Staatsstraße 2144. Unweit westlich verläuft die A 93, nördlich fließt der Hopfenbach, ein rechter Zufluss zur Donau.

## Sehenswürdigkeiten
In der Liste der Baudenkmäler in Rohr in Niederbayern ist für Scheuern ein Baudenkmal aufgeführt:
- Das um die Mitte des 19. Jahrhunderts errichtete erdgeschossige Wohnstallhaus eines Dreiseithofes (Scheuern Nr. 15) trägt ein Greddach und Putzbandgliederungen.